# Gerd Bacher

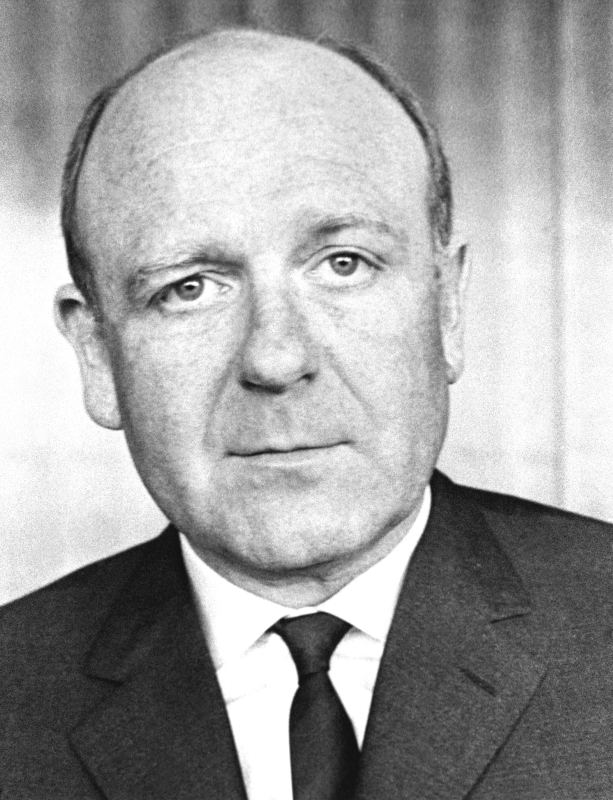
Gerd Bacher (1960er Jahre)

Gerhard Angelo Roman Bacher (* 18. November 1925 in Salzburg; † 27. Juni 2015 ebenda) war ein österreichischer Journalist und langjährig Generalintendant des Österreichischen Rundfunks (ORF).

## Leben
Gerd Bacher wuchs in Salzburg in ärmlichen Verhältnissen auf. Sein Vater Walter Bacher war in der Holzbranche tätig und seine Mutter Elisabeth Bacher war Lehrerin. Beide waren über lange Zeiträume von Bachers Kindheit hinweg arbeitslos. Bacher wurde 1938 Mitglied der Hitlerjugend; am 7. Jänner 1943 beantragte er die Aufnahme in die NSDAP und wurde zum 20. April desselben Jahres aufgenommen (Mitgliedsnummer 9.527.934). Im Gegensatz zu vielen anderen österreichischen Journalisten bekannte er, er selbst habe 1945 erst im demokratischen Österreich ankommen müssen. Bacher leistete zunächst Reichsarbeitsdienst in Rankweil in Vorarlberg und meldete sich freiwillig als Soldat zur Wehrmacht. Sein Einsatz als Panzergrenadier endete mit einer Verwundung. In Olpe geriet Bacher Anfang April 1945 zunächst in britische, später in US-amerikanische Kriegsgefangenschaft, aus der er jedoch bereits im August desselben Jahres entlassen wurde.
1946 begann er als Volontär in der Redaktion der Salzburger Volkszeitung, wenig später wechselte er zu den Salzburger Nachrichten. 1954 ging er nach Wien und wurde Chefredakteur der Boulevardzeitung Bild-Telegraf (inzwischen eingestellt). Während des sogenannten Wiener Zeitungskriegs wechselten er und die gesamte Redaktion seiner Zeitung zur neu gegründeten Boulevardzeitung Bildtelegramm (inzwischen eingestellt), die wenig später als Express (inzwischen eingestellt) neu gegründet wurde. Bei beiden Zeitungen war Bacher Chefredakteur.
Gerd Bacher war nach dem Rundfunkvolksbegehren 1964 und dem Inkrafttreten des Rundfunkgesetzes erstmalig von 1967 bis 1975, sowie von 1978 bis 1986 und von 1990 bis 1994, insgesamt rund 20 Jahre lang, Generalintendant des öffentlich-rechtlichen Senders ORF. Im Juli 1968 erlangte Bacher Bekanntheit durch seinen „Schnulzenerlass“, eine Anweisung an die Radiomacher des einige Monate zuvor gestarteten Senders Ö3.
Mehrere Jahre lang schrieb er wöchentliche Kommentare für den Kurier und war 1975 kurzzeitig auch dessen Chefredakteur. Vom Juni 1989 bis zum Antritt seiner fünften ORF-Intendanz war Bacher Herausgeber der Wiener Tageszeitung Die Presse.
1974 bis 1978 war Gerd Bacher Medienberater des deutschen CDU-Politikers Helmut Kohl. 1975 kandidierte er für die Position des ZDF-Programmdirektors.
1999 wurde Bacher von einer Fachmedienjury gemeinsam mit Karl Kraus und Hans Dichand zu Österreichs Journalisten des 20. Jahrhunderts gewählt.

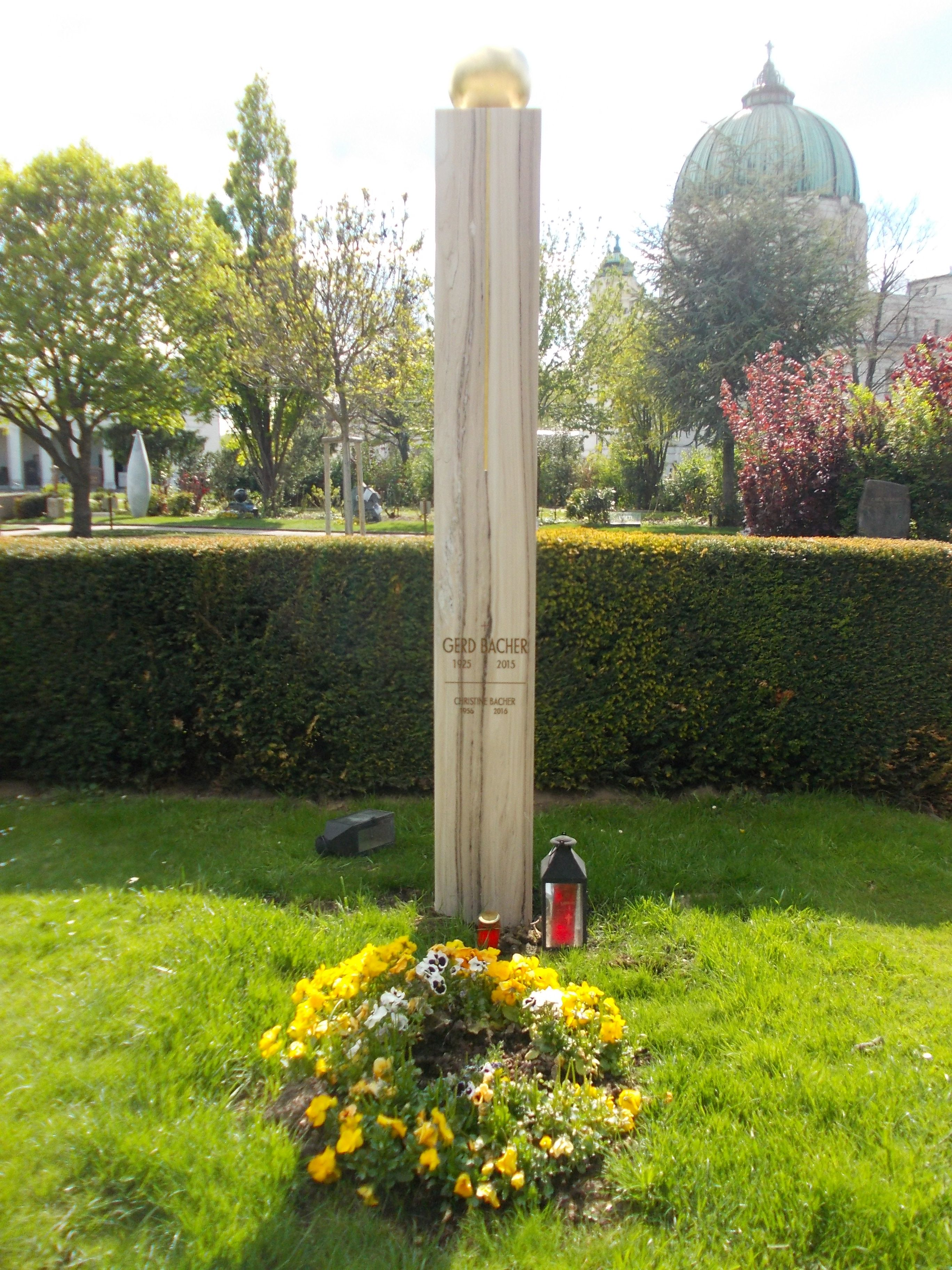
Grabstätte von Gerd Bacher

Wenige Monate vor seinem 90. Geburtstag erlag Gerd Bacher am 27. Juni 2015 den Folgen eines Schlaganfalls. Am 14. Juli 2015 wurde er in einem Ehrengrab (Gruppe 33G, Nummer 6) am Wiener Zentralfriedhof beigesetzt.
Bundespräsident Heinz Fischer würdigte Bacher nach dessen Tod als „Vollblutjournalisten“, der „die österreichische Medienlandschaft, insbesondere den ORF, in der zweiten Republik mehr geprägt hat als irgendjemand anderer“.

## Sonstiges
Seinen Spitznamen „Der Tiger“ bekam er vom Karikaturisten Gustav Peichl alias Ironimus anlässlich seiner gewonnenen Wahl zum Generalintendanten 1967. In der Karikatur mit dem Titel „Tu den Tiger in den Kasten“ schreitet der mächtige Tiger durch die Bildröhrenöffnung in den Fernsehkasten und bei einer kleinen Tür auf der Seite fliehen die Protagonisten des Proporzes, ein Männchen der SPÖ (drei Pfeile) und eines der ÖVP (Trachtenanzug). Der Spruch ist eine Abwandlung des Werbeslogans „Pack den Tiger in den Tank“ von Esso (siehe Esso-Tiger). Bacher ist unter diesem Spitznamen bis heute bekannt.
Gerd Bacher ist der Vater von Helga Rabl-Stadler, einer österreichischen Politikerin, Unternehmerin sowie Präsidentin des Direktoriums der Salzburger Festspiele, die aus seiner ersten Ehe mit Rosl Resmann, Inhaberin des gleichnamigen Modegeschäftes, die bald nach der Geburt Helgas 1948 geschieden wurde.
Aus seiner Ehe mit der Journalistin Inge Bacher-Dalma (1939–2019) gingen die Töchter Gabriela Bacher, eine Filmproduzentin, und Cristina Bacher-Rieger, eine Psychotherapeutin, hervor. Nach der Scheidung von Bacher heiratete Bacher-Dalma Alfons Dalma der unter Gerd Bacher ORF-Chefredakteur später langjähriger Rom-Korrespondent war.
1986 heiratete Bacher Christine Egger (1956–2016).

## Auszeichnungen
- Großes Goldenes Ehrenzeichen des Landes Steiermark[14]
- 1972: Goldenes Ehrenzeichen des Landes Vorarlberg
- 1972: Ehrenzeichen des Landes Tirol
- 1974: Ehrenring des Landes Salzburg
- 1985: Goldenes Komturkreuz des Ehrenzeichens für Verdienste um das Bundesland Niederösterreich
- 1986: Großes Bundesverdienstkreuz mit Stern der Bundesrepublik Deutschland
- 1986: Großes Goldenes Ehrenzeichen für Verdienste um das Land Wien
- 1992: Platin Romy für das Lebenswerk
- 1994: Großes Goldenes Ehrenzeichen mit dem Stern für Verdienste um die Republik Österreich[15]
- 1995: René-Marcic-Preis
- 1997: Orden der Freiheit der Republik Slowenien in Silber
- 2005: Internationaler Josef-Krainer-Preis[16]
- 2006: Wappenmedaille der Landeshauptstadt Salzburg in Gold
- 2006: Goldene Julius-Raab-Medaille
- 2007: Journalist des Jahres – Preis für das Lebenswerk[17]
- 2008: Großer Verdienstorden des Landes Südtirol
- 2013: Concordia-Preis für das Lebenswerk[18]

## Veröffentlichungen
- Medienentwicklung in die Zukunft. Die Rolle Österreichs. Vortrag von ORF-Generalintendant Gerd Bacher. Verlag Rainer Pinkau, Göttingen 1984, ISBN 3-86071-050-8, 20 S.
- „Die Mediendemokratie - Politik und Kultur in einer grenzenlosen Öffentlichkeit“. Am Dienstag, den 21. Juni 1988, im Haus der Patriotischen Gesellschaft, Hamburg. Übersee-Club, Hamburg 1988, 13 S.
- Der Generalintendant. Gerd Bachers Reden, Vorträge, Stellungnahmen aus den Jahren 1967 bis 1994. Eine Auswahl. Hrsg. von Michael Schmolke. Böhlau, Wien 2000, ISBN 3-205-99247-4.